# Bohunicien
Das Bohunicien ist eine sogenannte „Übergangsindustrie“ zwischen Mittelpaläolithikum und Jungpaläolithikum im östlichen Mitteleuropa. Es ist nach dem Fundplatz Bohunice benannt, einem Stadtteil von Brünn in Tschechien. Es wird auf etwa 43.000 bis 35.000 Jahre vor heute datiert und ist damit etwa zeitgleich dem westeuropäischen Châtelperronien und Aurignacien.
Es fanden sich Blattspitzen, Spitzen, Schaber und Kratzer, gezähnte Stücke und Klingen. Oft, aber nicht ausschließlich, wurde die Levalloistechnik verwendet, die vor allem vom Neandertaler genutzt wurde. Die Verbindung zwischen Levalloistechnik und jungpaläolithischem Klingenabbau zeigt Merkmale beider Traditionen.
Eine weitere wichtige Fundstelle ist Stránská skála am Stadtrand von Brünn.